# Объединённая еврейская община Украины
Объединённая еврейская община Украины (ОЕОУ, укр. Об'єднана єврейська община України) — крупнейшая всеукраинская еврейская общественная организация. Президент — Игорь Валерьевич Коломойский. Глава правления — раввин Шмуэль Каминецкий. Исполнительный директор — Виталий Камозин.
В состав организации входят 140 еврейских организаций и общин со всей территории Украины.
Основана в 1999 году, но начала активную деятельность после избрания президентом Игоря Коломойского. Учредителями и членами общины являются еврейские общественные организации и объединения. Головной офис находится в ЕКЦ «Менора», город Днепр.

## Цели и задачи
Целью работы ОЕОУ является развитие еврейского образа жизни на Украине и за её пределами, укрепление связи между еврейскими общинами и организациями.
Перед организацией стоят задачи:
- Объединить евреев Украины в едином информационном пространстве вокруг еврейского образа жизни, знаний и традиций;
- Представлять интерес еврейского сообщества Украины в мире;
- Помогать каждому еврею Украины в социальной, культурной и повседневной жизни;
- Активизировать деятельности еврейского общества через деятельность своих проектов.

## Руководство
В 2008 году состоялся V съезд ОЕОУ, перед которым у Вадима Рабиновича истёк срок правления. Единогласным решением делегатов президентом ОЕОУ был избран Игорь Коломойский. В 2012 году на VII съезде ОЕОУ Игорь Коломойский переизбран на новый срок, за него отдали голоса 264 делегата из 298
В 2014 году руководителем ОЕОУ назначен Михаэль Ткач, в 2018 году операционным директором организации назначен Виталий Камозин.
В октябре 2020 года Михаэль Ткач сообщил, что Главой правления ОЕОУ избран раввин Шмуэль Каминецкий.
В феврале 2025 года исполнительным директором назначен Виталий Камозин. 

## Деятельность
ОЕОУ на постоянной основе осуществляет акции финансовой помощи евреям-жертвам нацизма и ветеранам Второй мировой войны. Благодаря данной программе 16 000 евреев Украины регулярно получают материальную помощь.
В категорию адресатов данной помощи входят евреи-жертвы нацизма, ветераны и вдовы участников Второй мировой войны, дети войны, узники гетто.
На Песах 2018 года Объединённая еврейская община Украины распределила 17 тонн мацы машинной работы. 13 000 комплектов мацы-шмуры (ручной работы) было передано в подарок еврейским семьям от ОЕОУ.
В конце 2018 года 120 еврейских организаций и общин со всей территории Украины стали членами ОЕОУ, по заявлению Михаэля Ткача, это практически все реально действующие еврейские общины на Украине, за исключением нескольких.
Одной из главных целей, которые декларирует ОЕОУ является борьба с антисемитизмом на Украине. С 2018 года организацией проводится постоянный мониторинг случаев проявления антисемитизма на территории страны посредством еврейской горячей линии «910». Как результат этой работы, в феврале 2019 года Объединённая еврейская община Украины представила отчёт «Антисемитизм в Украине — 2018», который был опубликован на сайте еврейских новостей JewishNews. Для просмотра и скачивания доступны русскоязычная и англоязычная версии документа.
В преддверии Пурима и Песаха в 2019 году Объединённая еврейская община Украины выделила финансовую помощь еврейским общинам, которые входят в её состав, и распределила между ними 21 тонну мацы к Песаху.
В 2019 году накануне Рош а-Шана и Суккот Объединённая еврейская община распределила финансовую помощь по общинам-членам ОЕОУ. Кроме этого, каждый еврей Украины мог заказать персональную доставку еврейского календаря. В настольных календарях отмечены все еврейские праздники, время зажигания субботних свечей по всей Украине, значимые даты для Украины и Израиля.
На Хануку 5780 года ОЕОУ выплатила общинам очередной транш финансовой помощи
По итогам 2019 года опубликован очередной отчёт «Антисемитизм в Украине — 2019», в котором говорится о снижении уровня антисемитизма на Украине на 27 %.
С марта 2020 года в связи со вспышкой коронавируса COVID-19 на Украине ОЕОУ начала предоставлять психологическую помощь и информационную поддержку евреям Украины по вопросам о коронавирусе через Еврейскую горячую линию «910».
26 марта 2020 года ОЕОУ объявила о том, что еврейские общины и организации из состава ОЕОУ получат многоразовые защитные маски в связи с угрозой распространения COVID-19. Первая партия защитных средств составила более 32 000 штук. По состоянию на 14 апреля еврейские общины во всех областях Украины были обеспечены защитными масками от ОЕОУ.
К Песаху 5780 Объединённая еврейская община Украины бесплатно распределила 32 000 килограммов мацы среди еврейских общин и организаций из состава ОЕОУ.
Накануне Рош а-Шана 5781 Объединённая еврейская община Украины бесплатно отправила 17 000 еврейских настольных календарей на 5781 год в еврейские общины и организации из состава ОЕОУ, а также друзьям и партнёрам организации.
В январе 2021 начата раздача антисептиков-гелей еврейским общинам Украины.
По итогам 2020 года Объединённая еврейская община Украины опубликовала очередной отчёт «Антисемитизм в Украине — 2020», по итогам которого антисемитизм в Украине определяется организацией на прежнем уровне.
В марте 2021 Объединённая еврейская община Украины совместно с Украинским института изучения Холокоста «Ткума» создали цифровой проект «Праведники наpoдов мира. Украина» Архивная копия от 4 марта 2021 на Wayback Machine, целью которого является почтить подвиг украинцев, которые в годы нацистского террора рисковали собственной жизнью и жизнями своих родных для спасения евреев, а также распространить информацию о людях, которые по своему милосердию помощь еврейскому населению несмотря на смертельную опасность для себя и близких. На момент запуска проекта в базе содержались общие данные о 2569 Праведников, и к 121 Праведнику была добавлена биография и история спасения, а спустя месяц после запуска были описаны уже 234 биографии.
Весной 2021 года ОЕОУ объявила о начале программы по сохранению памяти о еврейских кладбищах (которых по разным оценкам в Украине более 1500) для препятствования захвата и застройки их территорий путём установки памятных знаков и табличек с учётом галахических законов. Сразу же были установлены памятные таблички на еврейских кладбищах в Летичеве и Николаеве.
С апреля по июнь 2021 ОЕОУ установила более 20 памятных знаков и табличек на старых еврейских кладбищах и местах массового расстрела. Всего по итогам 2021 года было обозначено более 80 еврейских кладбищ и мест массовых захоронений жертв Холокоста.
С июня 2021 Объединённая еврейская община Украины начала установку систем видеонаблюдения и инструментов усиления безопасности в синагогах, общинных центрах и еврейских школах, за 2021 год было установлено 16 систем безопасности, в их числе системы видеонаблюдения, решетки и роллеты на окна.
По итогам 2021 года Объединённая еврейская община Украины опубликовала очередной отчёт «Антисемитизм в Украине — 2021», по итогам которого уровень антисемитизма в Украине второй год подряд определяется организацией без изменений.
9 февраля 2022 года стартовал всеукраинский проект по обозначению значимых для еврейской общины Украины сооружений, с целью информирования местных жителей про вклад еврейской общины в развитие населенных населенных пунктов. Первые 10 зданий были обозначены информационными табличками в Днепре, среди них бывшие синагоги, учебные заведения и приют.
С апреля по май 2022 года Объединённая еврейская община Украины передала более 40 тонн гуманитарной помощи в виде продуктов питания и средств гигиены в 72 малых еврейских общины, ВСУ, Территориальную оборону и больницы на сумму более 3 млн гривен.
По состоянию на март 2025 года Объединённой еврейской общиной Украины обозначено памятными знаками более 120 еврейских кладбищ и мест захоронения жертв Холокоста, а также установлено 20 систем безопасности в еврейских общинах.

## Проекты ОЕОУ
- Еврейский номер Украины «910». Бесплатное справочное бюро для евреев Украины (информационная поддержка, консьерж-сервис, юридическая помощь). Экстренная помощь в случаях проявления антисемитизма[96].
- Новостной портал «JewishNews» Архивная копия от 1 сентября 2018 на Wayback Machine. Освещает резонансные еврейские новости Украины и мира. По данным SimilarWeb ежемесячное количество посещений достигает 760 000[97], что делает его наиболее посещаемым еврейским сайтом Украины.
- Еврейский журнал U-Jew! Архивная копия от 2 сентября 2018 на Wayback Machine. Еженедельный интернет-журнал, посвящённый еврейскому образу жизни. Содержит более 4000 статей на тему Торы, еврейской истории и бизнеса.
- Карта «Евреи Украины» Архивная копия от 24 апреля 2018 на Wayback Machine. Интерактивный сервис, где собраны сведения о более чем 800 еврейских объектах Украины: еврейских организациях, синагогах, достопримечательностях и др. Включает опцию добавления организации любым пользователем.
- Работа для евреев JewSpace Архивная копия от 24 декабря 2018 на Wayback Machine. Сайт поиска работы для евреев на Украине. Содержит вакансии, позволяющие соблюдать Шабат и Йом-Тов. Действует услуга консьерж-сервиса для членов ОЕОУ и самостоятельного поиска работы. Проект закрыт по итогам 2019 года работы[98].
- Праведники наpoдив мира. Украина Архивная копия от 4 марта 2021 на Wayback Machine — информационный проект, в котором собрана информация о Праведниках народов мира по украинскому списку.
- Программа по сохранению еврейских кладбищ в Украине. Установка памятных знаков на старых еврейских кладбищах для их защиты от осквернения и захвата.

## Состав
В состав организации входят 140 еврейских организаций и общин со всей территории Украины.
| Название общины | Город                 | Год вступления |
| --- | --------------------- | -------------- |
| Барская районная еврейская община «Рахамим» | Бар                   | 2019           |
| Благотворительная организация «Виноградовский благотворительный фонд «Менора» (БФ «Менора») | Виноградов            | 2019           |
| Благотворительная организация «Благотворительный фонд Украинский институт изучения Холокоста «Ткума» («Возрождение») | Днепр                 | 2019           |
| Благотворительная организация «Закарпатский областной благотворительный фонд «Хабад Любавич Закарпатье» (ЗОБФ «Хабад Любавич Закарпатье»)                                                                                             | Ужгород               | 2019           |
| Благотворительная организация «Благотворительный фонд „Шиурей Тора Любавич“» | Днепр                 | 2019           |
| Благотворительный фонд Бней Брит «Леополис» имени Эмиля Домбергера» (БФ Бней Брит «Леополис» им. Э.Домбергера) | Львов                 | 2019           |
| Благотворительный фонд «Винницкая городская еврейская община» (БФ «ВГЕО») | Винница               | 2019           |
| Благотворительный фонд «Днепропетровская еврейская община» | Днепр                 | 2019           |
| Благотворительный фонд «Ор-Авнер Хабад» г. Первомайска и Первомайского района Николаевской области (БФ «Ор-Авнер Хабад») | Первомайск            | 2019           |
| Брацлавская религиозная иудейская община «Натан» в смт. Брацлав Немировского района | Брацлав               | 2019           |
| Винницкая религиозная еврейская община «Эйникайт» (Единство) | Винница               | 2019           |
| Винницкое областное общество еврейского языка и культуры | Винница               | 2019           |
| Всеукраинская ассоциация организаций «Маккаби» | Киев                  | 2019           |
| Гайсинское общество еврейской культуры | Гайсин                | 2019           |
| Городская иудейская религиозная община г. Городок | Городок               | 2019           |
| Днепропетровская еврейская религиозная община | Днепр                 | 2019           |
| Добровольное общественное общество еврейской культуры г. Александрия (ДООЕК г. Александрия) | Александрия           | 2019           |
| Добровольное общество еврейской культуры г. Золотоноша | Золотоноша            | 2019           |
| Еврейская община г. Умань | Умань                 | 2019           |
| Религиозная организация «Еврейская религиозная община г. Каменское» | Каменское             | 2019           |
| Еврейская религиозная община «Хабад» (ЕРО «Хабад») | Первомайск            | 2019           |
| Еврейская религиозная община иудейского ортодоксального вероисповедания г. Коломыя | Коломыя               | 2019           |
| Еврейская религиозная община прогрессивного иудаизма «Тейва» в г. Львов (Релишиозная община «Тейва») | Львов                 | 2019           |
| Запорожская иудейская религиозная община «Бейт Менахем» | Запорожье             | 2019           |
| Запорожская иудейская религиозная община «Яхад» | Запорожье             | 2019           |
| Звенигородское общество еврейской культуры | Звенигород            | 2019           |
| Ивано-Франковская еврейская религиозная община иудейского ортодоксального вероисповедания | Ивано-Франковск       | 2019           |
| Иудаическая религиозная община г. Чортков | Чортков               | 2019           |
| Иудейская религиозная община (г. Глухов) | Глухов                | 2019           |
| Иудейская религиозная община (г. Конотоп) | Конотоп               | 2019           |
| Иудейская религиозная община (г. Ахтырка) | Ахтырка               | 2019           |
| Иудейская религиозная община (г. Сумы) | Сумы                  | 2019           |
| Иудейская религиозная община Буковины | Черновцы              | 2019           |
| Иудейская религиозная община г. Балта | Балта                 | 2019           |
| Иудейская религиозная община г. Нежин | Нежин                 | 2019           |
| Иудейская религиозная община г. Берегово | Берегово              | 2019           |
| Иудейская религиозная община г. Чернигов | Чернигов              | 2019           |
| Иудейская религиозная община (г. Сумы) | Сумы                  | 2019           |
| Иудейская религиозная община в городе Кропивницкий (Иудейская религиозная община) | Кропивницкий          | 2019           |
| Иудейская религиозная община в г. Павлоград | Павлоград             | 2019           |
| Иудейская религиозная община «Мишпуха» | Тульчин               | 2019           |
| Каменец-Подольское межрайонное общество еврейской культуры «Шолом» | Каменец-Подольский    | 2019           |
| Киевская городская еврейская община | Киев                  | 2019           |
| Лубенская городская благотворительная культурно-просветительская организация еврейской общины | Лубны                 | 2019           |
| Мукачевская иудейская религиозная община (Иудейская РО) | Мукачево              | 2019           |
| Николаевская еврейская религиозная община | Николаев              | 2019           |
| Иудейская религиозная община в г. Никополь | Никополь              | 2019           |
| Общественная организация «Бердянская еврейская община «Тхия» | Бердянск              | 2019           |
| Общественная организация «Бершадская городская еврейская община» | Бершадь               | 2019           |
| Общественная организация «Броварская городская еврейская община» | Бровары               | 2019           |
| Общественная организация «Дунаевецкая районная еврейская община» | Дунаевцы              | 2019           |
| Общественная организация «Еврейская община г. Васильков» | Васильков             | 2019           |
| Общественная организация «Еврейская община города Черновцы» | Черновцы              | 2019           |
| Общественная организация «Еврейское культурное общество им. Переца Маркиша» | Полонное              | 2019           |
| Общественная организация «Кировоградская еврейская община» | Кропивницкий          | 2019           |
| Общественная организация «Львовское общество еврейской культуры им. Шолом Алейхема» | Львов                 | 2019           |
| Общественная организация «Международная организация "Еврейский общинный центр «Мигдаль» (ОО "МО "ЕОЦ «Мигдаль») | Одесса                | 2019           |
| Общественная организация «Мелитопольская городская еврейская община» (МГЕО) | Мелитополь            | 2019           |
| Общественная организация «Миргородская еврейская община» | Миргород              | 2019           |
| Общественная организация «Могилёв-Подольская еврейская община» | Могилёв-Подольский    | 2019           |
| Общественная организация Мукачевское городское национально-культурное еврейское общество «Шалом!» | Мукачево              | 2019           |
| Общественная организация «Николаевская областная еврейская община» | Николаев              | 2019           |
| Общественная организация «Николаевское областное еврейское национально-культурное общество» | Николаев              | 2019           |
| Общественная организация «Николаевское общество еврейской культуры» | Николаев              | 2019           |
| Общественная организация «Общество возрождения еврейской культуры» г. Борислава | Борислав              | 2019           |
| Общественная организация «Общество еврейской культуры «Добродий» | Богуслав              | 2019           |
| Общественная организация «Общество еврейской культуры «Мазл Тов» | Ставице               | 2019           |
| Общественная организация «Ровненская еврейская община» (ОО «Ровненская еврейская община») | Ровно                 | 2019           |
| Общественная организация «Тывровская районная еврейская община» | Тывров                | 2019           |
| Общественная организация «Хаверим» | Нетешин               | 2019           |
| Общественная организация «Шепетовское городское еврейское культурно-просветительское общество «Тиква» | Шепетовка             | 2019           |
| Общественный союз «Региональная ассоциация еврейских организаций малых городов Украины» (ОС «РАЕОМГУ») | Корсунь-Шевченковский | 2019           |
| Общественный союз «Черкасское областное объединение еврейских общин» (ОС «ЧООЕО») | Черкассы              | 2019           |
| Благотворительная организация «Благотворительный фонд «Общество универсального монотеизма г. Павлоград — Бейт Мидраш» | Павлоград             | 2019           |
| Община прогрессивного иудаизма «Хавер» | Черкассы              | 2019           |
| Объединение иудейских религиозных общин и организаций Днепропетровского региона | Днепр                 | 2019           |
| Объединение иудейских религиозных общин и организаций Черкасской области | Черкассы              | 2019           |
| Овруцкая иудейская религиозная община | Овруч                 | 2019           |
| Переяславское городское общество еврейской культуры | Переяслав             | 2019           |
| Полтавская городская еврейская община | Полтава               | 2019           |
| Прилуцкая городская еврейская община (Прилуцкая еврейская община) | Прилуки               | 2019           |
| Региональная еврейская община г. Ирпень «Шалом» | Ирпень                | 2019           |
| Религиозная община иудеев г. Донецка | Донецк                | 2019           |
| Религиозная община иудейского вероисповедания (ЕРО) | Дрогобыч              | 2019           |
| Религиозная община иудейского вероисповедания (прогрессивного иудаизма) (КШРОПУ) | Корсунь-Шевченковский | 2019           |
| Религиозная община иудейского вероисповедания ортодоксального направления (РОИВОН) | Корсунь-Шевченковский | 2019           |
| Религиозная община иудейского культа (г. Новоград-Волынский) | Новоград-Волынский    | 2019           |
| Религиозная община иудейского культа г. Черновцы | Черновцы              | 2019           |
| Религиозная община «Иудейская община левого берега» в Днепровском районе г. Киева | Киев                  | 2019           |
| Религиозная община иудейской церкви г. Хуст | Хуст                  | 2019           |
| Религиозная община прогрессивного иудаизма, г. Луцк | Луцк                  | 2019           |
| Религиозная община традиционного иудаизма «Авив» в г. Черновцы | Черновцы              | 2019           |
| Религиозная организация «Бердичевская иудейская религиозная община» | Бердичев              | 2019           |
| Религиозная организация «Винницкая областная иудейская религиозная община «Бейс Менахем Любавич Винница» | Винница               | 2019           |
| Религиозная организация «Еврейская религиозная община г. Киева» | Киев                  | 2019           |
| Религиозная организация «Житомирская иудейская религиозная община» | Житомир               | 2019           |
| Религиозная организация «Иудейская религиозная община „Бейс Агарон ве-Исроэль“ в Подольском районе г. Киева» | Киев                  | 2019           |
| Религиозная организация «Иудейская религиозная община „Мицва“ г. Белая Церковь Киевской области» | Белая Церковь         | 2019           |
| Религиозная организация «Иудейская религиозная община «Хабад Любавич» в Голосеевском районе г. Киев (ТРО «Хабад Любавич» в Голосеевском районе г. Киев)                                                                               | Киев                  | 2019           |
| Религиозная организация «Иудейская религиозная община „Хабад Любавич“ в г. Кривой Рог» | Кривой Рог            | 2019           |
| Религиозная организация «Иудейская религиозная община в г. Синельниково» | Синельниково          | 2019           |
| Религиозная организация «Иудейская религиозная община г. Жмеринки Винницкой области» | Жмеринка              | 2019           |
| Религиозная организация «Иудейская религиозная община г. Коростень» (КИРО) | Коростень             | 2019           |
| Религиозная организация «Иудейская религиозная община г. Тернополь» | Тернополь             | 2019           |
| Религиозная организация «Иудейская религиозная община г. Шепетовка» | Шепетовка             | 2019           |
| Религиозная организация «Община иудейской религии города Хмельницкого» | Хмельницкий           | 2019           |
| Религиозная организация «Полтавская иудейская религиозная община «Хабад Любавич» (РО "Полтавская иудейская община «Хабад Любавич») | Полтава               | 2019           |
| Религиозная организация «Религиозная иудейская община г. Шостка» | Шостка                | 2019           |
| Религиозная организация «Религиозная община иудеев г. Мариуполь Донецкой области» | Мариуполь             | 2019           |
| Религиозная организация «Религиозная община прогрессивного иудаизма «Атиква» | Кропивницкий          | 2019           |
| Религиозная организация «Религиозная община традиционного иудаизма «Масорет» в Шевченковском районе г. Киев (Религиозная община традиционного иудаизма «Масорет»)                                                                     | Киев                  | 2019           |
| Религиозная организация «Религиозная община традиционного иудаизма «Тиферет» г. Одесса | Одесса                | 2019           |
| Религиозная организация «Религиозное управление — объединение иудейских религиозных общин и организаций Кременчугского района» | Кременчуг             | 2019           |
| Религиозная организация «Ровенская городская иудейская религиозная община» | Ровно                 | 2019           |
| Самборское общество еврейской культуры им. Шолом-Алейхема | Самбор                | 2019           |
| Северодонецкая городская иудейская религиозная община | Северодонецк          | 2019           |
| Смелянское общество еврейской культуры | Смела                 | 2019           |
| Староконстантиновская городская иудейская религиозная община | Староконстантинов     | 2019           |
| Стрыйское общество еврейской культуры им. Шолом-Алейхема (ОО «СОЕК им. Шолом-Алейхема») | Стрый                 | 2019           |
| Тернопольская областная организация «Еврейская община» | Тернополь             | 2019           |
| Трускавецкое общество еврейской культуры им. Шолом-Алейхема | Трускавец             | 2019           |
| Ужгородская религиозная община прогрессивного иудаизма | Ужгород               | 2019           |
| Фастовская городская еврейская община | Фастов                | 2019           |
| Харьковская религиозная община ортодоксального иудаизма | Харьков               | 2019           |
| Харьковский частный учебно-воспитательный комплекс «Лицей Шаалавим» Харьковской области | Харьков               | 2019           |
| Херсонская городская общественная организация «Культурно-образовательный центр «Еврейская община — Звезда Давида» (Херсонская городская общественная организация «Культурно-образовательный центр «Еврейская община — Звезда Давида») | Херсон                | 2019           |
| Херсонская иудейская религиозная община «Хабад» (ХИРО «Хабад») | Херсон                | 2019           |
| Хмельницкая иудейская религиозная община (независимая) | Хмельницкий           | 2019           |
| Черкасская городская общественная организация «Объединённая еврейская община» | Черкассы              | 2019           |
| Черниговское областное объединение еврейских общин и организаций (ЧОЕР) | Чернигов              | 2019           |
| Черновецкая городская благотворительная еврейская община «Мирьям» | Черновцы              | 2019           |
| Славутская община иудейского вероисповедания | Славута               | 2020           |
| Сквирская иудейская религиозная община г. Сквира, Киевской области | Сквира                | 2020           |
| Религиозное объединение (управления) общин прогрессивного иудаизма Украины | Киев                  | 2020           |
| Религиозная община прогрессивного иудаизма «Надежда» в Печерском районе г. Киев | Киев                  | 2020           |
| Религиозная община прогрессивного иудаизма в г. Полтава | Полтава               | 2020           |

## Партнёры
Партнёрами Объединённой еврейской общины Украины являются более 50 фондов и общественных организаций. Среди них:
- Крупнейшая еврейская благотворительная организация «Джойнт»
- Еврейское агентство (Сохнут)
- Образовательный проект «Таглит»